# 舊加洛克 (加利福尼亞州)
舊加洛克（英語：Old Garlock）是位於美國加利福尼亞州克恩縣的一個非建制地區。該地的面積和人口皆未知。

## 地理
舊加洛克的座標為35°22′33″N 117°49′30″W / 35.37583°N 117.82500°W，而該地的平均海拔高度為605米（即1985英尺）。